# Джон Едвард Сунуну
Джон Едвард Сунуну (англ. John Edward Sununu; нар. 10 вересня 1964, Бостон, Массачусетс) — американський політик, член Республіканської партії. Він був сенатором США від штату Нью-Гемпшир з 2003 по 2009, входив до Палати представників з 1997 по 2003 роки. Він є син Джона Генрі Сунуну, який був губернатором Нью-Гемпширу з 1983 по 1989.
У 1987 році він отримав ступінь магістра у Массачусетському технологічному інституті, а у 1991 — ступінь MBA в Гарвардському університеті. Після отримання освіти працював в індустрії високих технологій, зокрема, у компанії Діна Кеймена і консультантом з питань управління PRTM.
Має католицьке палестино-ліванське та ірландське походження.